# ودرسپونز
ودرسپونز (انگلیسی: Wetherspoons) شرکت مهمان‌نوازی بریتانیایی است، که در سال ۱۹۷۹ توسط تیم مارتین تأسیس شد.